# Diecezja Tagbilaran
Diecezja Tagbilaran, diecezja rzymskokatolicka na Filipinach. Powstała w 1941 z terenu archidiecezji Cebu.

## Lista biskupów
- Julio Rosales † (1946–1949)
- Manuel Mascariñas y Morgia † (1951–1976)
- Onesimo Cadiz Gordoncillo † (1976–1986)
- Felix Sanchez Zafra † (1986–1992)
- Leopoldo Sumaylo Tumulak (1992–2005)
- Leonardo Yuzon Medroso (2006–2016)
- Alberto Uy (6 stycznia 2017–16 lipca 2025)